# Hôtellerie du Louvre
L'hôtellerie du Louvre est un édifice situé à Château-Gontier, en France.

## Localisation
L'hôtellerie est située sur le territoire de la commune de Château-Gontier, située dans le département de la Mayenne, en région Pays de la Loire.

## Description
L'hôtellerie du Louvre est un ancien relais de poste de style Henri IV,.

## Historique
L'hôtellerie du Louvre fut un foyer royaliste pendant la Révolution. Pierre-Mathurin Mercier, un des fils de l’hôtelier, participa au soulèvement de la Vendée en mars 1793. Le chef royaliste breton Georges Cadoudal y fit la connaissance de Lucrèce Mercier, la sœur de Pierre-Mathurin. Georges et Lucrèce se fiancèrent mais celle-ci prit le voile aux Ursulines après l’exécution de Georges en 1804.
Elle fait l'objet d'une inscription partielle au titre des monuments historiques par arrêté du 23 décembre 1987.